# Euphyia praerupta
Euphyia praerupta là một loài bướm đêm trong họ Geometridae.